# Zesdaagse van Zürich

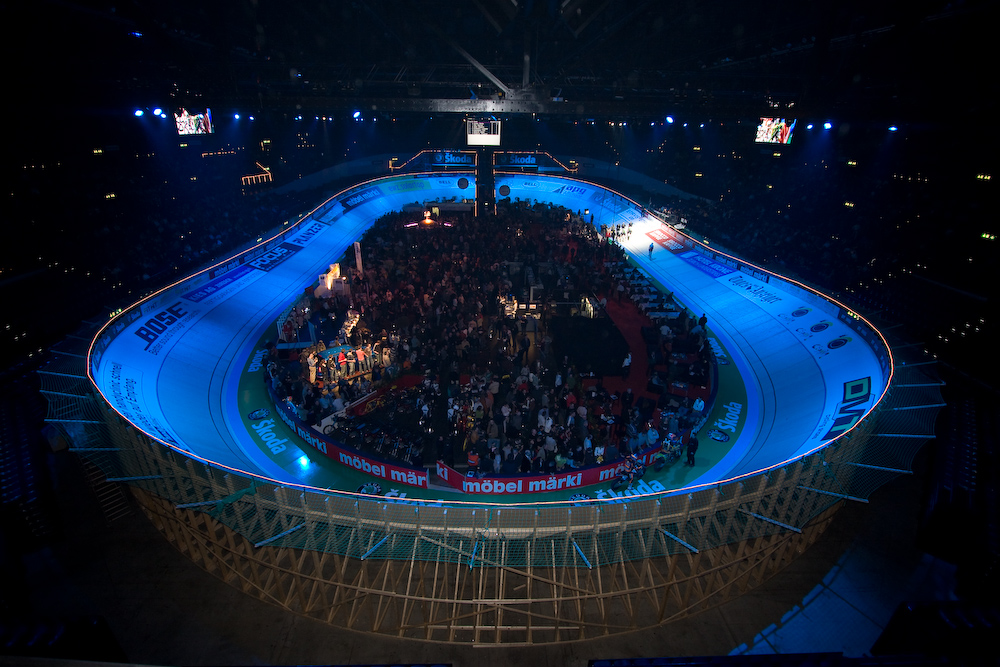
Zesdaagse van Zürich 2007

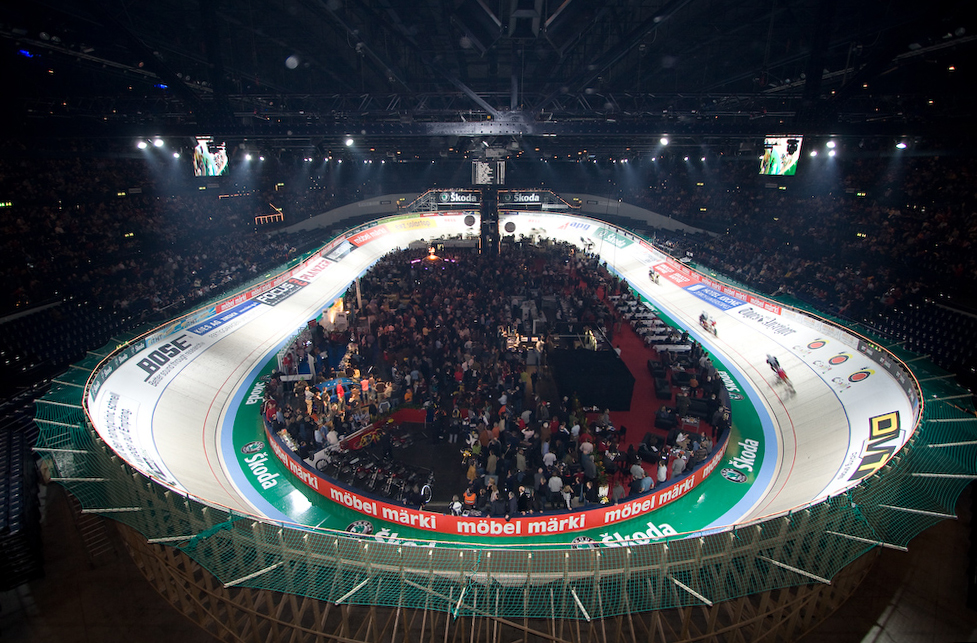
Zesdaagse van Zürich 2007

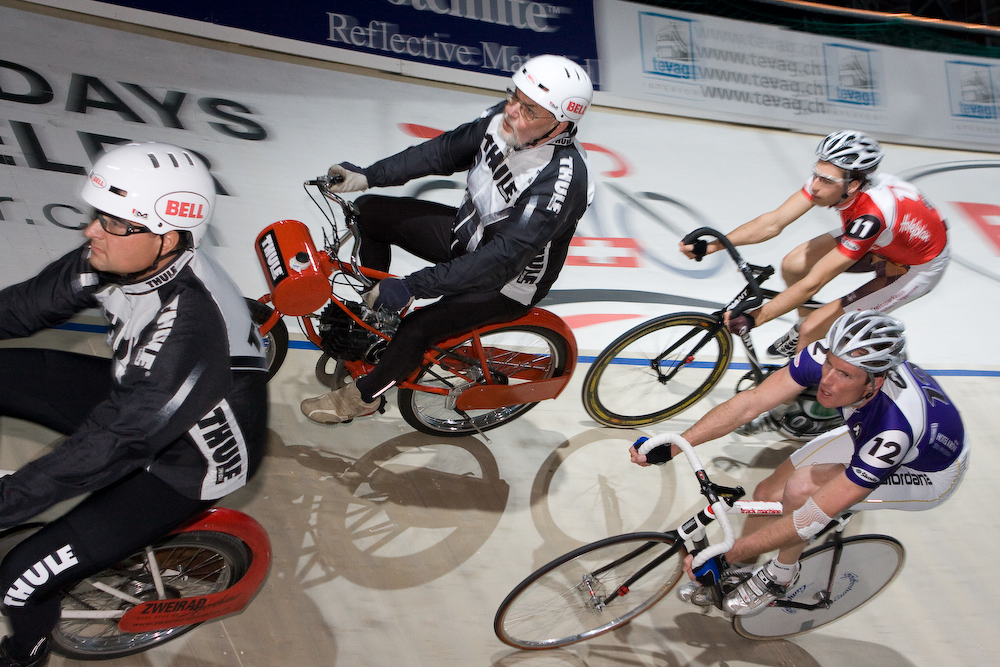
Grégory Rast 2007 in Zürich

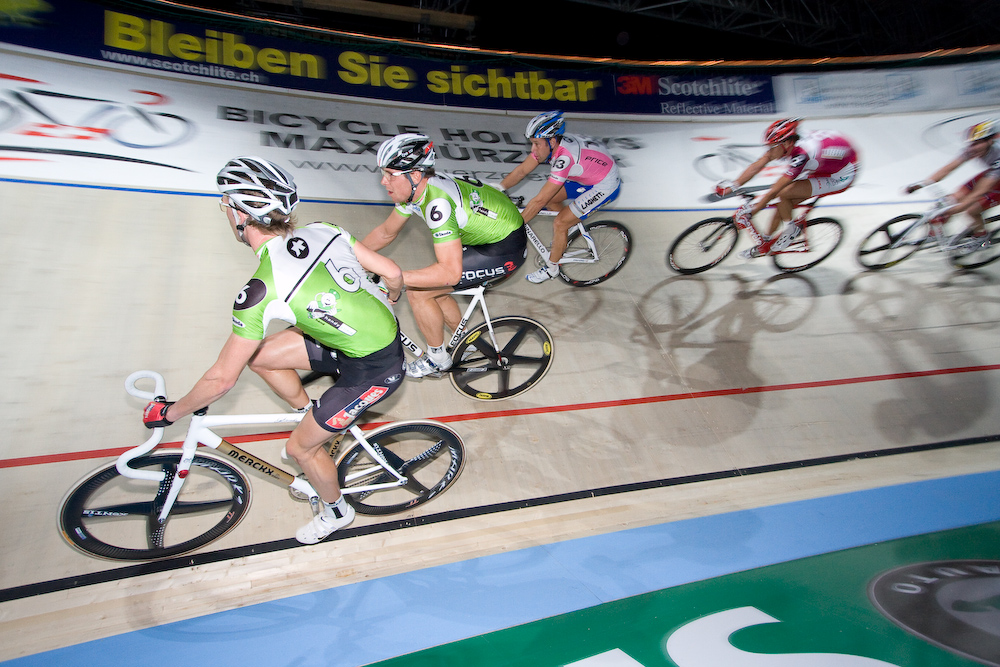
Iljo Keisse & Robert Bartko 2007 in Zürich

De Zesdaagse van Zürich is een jaarlijkse wielerwedstrijd die gehouden wordt in het Hallenstadion. 

Sinds 2011 duurt de wedstrijd slechts vier dagen.
De geschiedenis van de zesdaagse gaat terug tot het jaar 1954. De eerste zesdaagse werd in dat jaar gewonnen door het Zwitserse koppel Hugo Koblet en Armin von Büren. Vanaf 1954 werd de zesdaagse jaarlijks ononderbroken gehouden tot 2001. Na een onderbreking werd de organisatie in 2006 hervat met de vijftigste editie. 
Het jaar 1959 is het enige jaar waarin deze zesdaagse tweemaal werd gehouden. In de jaren 1970-1972, 2000 en 2001 is deze zesdaagse voor koppels van elk drie renners gehouden. Het record van meeste overwinningen in de zesdaagse van Zürich staat op naam van de Zwitserse renner Bruno Risi met 11 overwinningen. 

## Lijst van winnende koppels
| jaar   | koppel                                                             |
| ------ | ------------------------------------------------------------------ |
| 2014   | Iljo Keisse (Bel) – Mark Cavendish (Gbr)                           |
| 2013   | Iljo Keisse (Bel) – Silvan Dillier (Zwi)                           |
| 2012   | Peter Schep (Ned) - Kenny De Ketele (Bel)                          |
| 2011   | Iljo Keisse (Bel) – Franco Marvulli (Zwi)                          |
| 2010   | Robert Bartko (Dui) – Danilo Hondo (Dui)                           |
| 2009   | Bruno Risi (Zwi) – Franco Marvulli (Zwi)                           |
| 2008   | Bruno Risi (Zwi) – Danny Stam (Ned)                                |
| 2007   | Bruno Risi (Zwi) – Franco Marvulli (Zwi)                           |
| 2006   | Bruno Risi (Zwi) – Franco Marvulli (Zwi)                           |
| 2001   | Matthew Gilmore (Bel) – Scott McGrory (Aus) – Dani Schnider (Zwi)  |
| 2000   | Bruno Risi (Zwi) – Kurt Betschart (Zwi) – Markus Zberg (Zwi)       |
| 1999   | Bruno Risi (Zwi) – Kurt Betschart (Zwi)                            |
| 1998   | Bruno Risi (Zwi) – Kurt Betschart (Zwi)                            |
| 1997   | Silvio Martinello (Ita) – Marco Villa (Ita)                        |
| 1996   | Bruno Risi (Zwi) – Kurt Betschart (Zwi)                            |
| 1995   | Bruno Risi (Zwi) – Kurt Betschart (Zwi)                            |
| 1994   | Urs Freuler (Zwi) – Carsten Wolf (Zwi)                             |
| 1993   | Bruno Risi (Zwi) – Kurt Betschart (Zwi)                            |
| 1992   | Bruno Risi (Zwi) – Kurt Betschart (Zwi)                            |
| 1991   | Stephan Joho (Zwi) – Werner Stutz (Zwi)                            |
| 1990   | Adriano Baffi (Ita) – Pierangelo Bincoletto (Ita)                  |
| 1989   | Adriano Baffi (Ita) – Pierangelo Bincoletto (Ita)                  |
| 1988   | Daniel Gisiger (Zwi)– Joerg Müller (Zwi)                           |
| 1987   | Adriano Baffi (Ita) – Pierangelo Bincoletto (Ita)                  |
| 1986   | Dietrich Thurau (Dui) – Urs Freuler (Zwi)                          |
| 1985   | René Pijnen (Ned) – Gert Frank (Den)                               |
| 1984   | Daniel Gisiger (Zwi)– Urs Freuler (Zwi)                            |
| 1983   | Daniel Gisiger (Zwi)– Urs Freuler (Zwi)                            |
| 1982   | Daniel Gisiger (Zwi)– Robert Dill-Bundi (Zwi)                      |
| 1981   | Dietrich Thurau (Dui) – Albert Fritz (Dui)                         |
| 1980   | Horst Schütz (Zwi) – Roman Hermann (Zwi)                           |
| 1979   | Patrick Sercu (Bel) – Albert Fritz (Dui)                           |
| 1978   | René Pijnen (Ned) – René Savary (Den))                             |
| 1977   | Patrick Sercu (Bel) – Eddy Merckx (Bel)                            |
| 1976   | Wilfried Peffgen (Dui) – Albert Fritz (Dui)                        |
| 1975   | Patrick Sercu (Bel – Günter Haritz (Dui)                           |
| 1974   | Graeme Gilmore (Aus) – Klaus Bugdahl (Dui)                         |
| 1973   | Piet de Wit (Ned) – Leo Duyndam (Ned)                              |
| 1972   | Wilfried Peffgen (Dui) – Albert Fritz (Dui) – Graeme Gilmore (Aus) |
| 1971   | Klaus Bugdahl (Dui) – Dieter Kemper (Dui) – Louis Pfenninger (Zwi) |
| 1970   | Peter Post (Ned) – Fritz Pfenninger (Zwi) – Erich Spahn (Zwi)      |
| 1969   | Klaus Bugdahl (Dui) – Dieter Kemper (Dui)                          |
| 1968   | Klaus Bugdahl (Dui) – Fritz Pfenninger (Zwi)                       |
| 1967   | Freddy Eugen (Den) – Palle Lykke (Den)                             |
| 1966   | Rudi Altig (Dui) – Sigi Renz (Dui)                                 |
| 1965   | Peter Post (Ned) – Fritz Pfenninger (Zwi)                          |
| 1964   | Peter Post (Ned) – Fritz Pfenninger (Zwi)                          |
| 1963   | Peter Post (Ned) – Fritz Pfenninger (Zwi)                          |
| 1962   | Klaus Bugdahl (Dui) – Fritz Pfenninger (Zwi)                       |
| 1961   | Rik Van Steenbergen (Bel) – Emile Severeyns (Bel)                  |
| 1960   | Kay Werner Nielsen (Den) – Palle Lykke (Den)                       |
| 1959-2 | Walter Bucher (Zwi) – Reginald Arnold (Aus)                        |
| 1959-1 | Rik Van Steenbergen (Bel) – Emile Severeyns (Bel)                  |
| 1958   | Jean Roth (Zwi) – Fritz Pfenninger (Zwi)                           |
| 1957   | Gerrit Schulte (Ned) – Armin von Büren (Zwi)                       |
| 1956   | Gerrit Schulte (Ned) – Kay Werner Nielsen (Den)                    |
| 1955   | Jean Roth (Zwi) – Walter Bucher (Zwi)                              |
| 1954   | Hugo Koblet (Zwi) – Armin von Büren (Zwi)                          |